# Klichy
Klichy – wieś w Polsce położona w województwie podlaskim, w powiecie bielskim, w gminie Brańsk. Przez miejscowość przepływa Czarna, rzeka dorzecza Bugu.
| SIMC    | Nazwa    | Rodzaj  |
| ------- | -------- | ------- |
| 0024704 | Konotopa | kolonia |

W latach 1921–1934 wieś należała do gminy Widźgowo. Według Powszechnego Spisu Ludności z 1921 roku wieś zamieszkiwało 316 osób, wśród których 303 było wyznania rzymskokatolickiego, 9 prawosławnego a 4 mojżeszowego. Jednocześnie 315 mieszkańców zadeklarowało polską przynależność narodową, a 1 białoruską. Było tu 56 budynków mieszkalnych. 23 lipca 1997 roku została przeprowadzona ekshumacja szczątków pochowanych na cmentarzu w Klichach, 
męczenników chełmskich i podleskich.
W latach 1954–1959 wieś należała i była siedzibą władz gromady Klichy, po jej zniesieniu w gromadzie Holonki. W latach 1975–1998 miejscowość administracyjnie należała do województwa białostockiego.
Miejscowość jest siedzibą rzymskokatolickiej do parafii Matki Bożej Wspomożenia Wiernych. 